# Menara Jakarta
La Menara Jakarta est un gratte-ciel en construction dans le centre de Jakarta en Indonésie. Une fois achevé, elle atteindra 558 mètres de haut (avec son antenne). Elle dépassera alors la tour du CN au Canada.

## Histoire
Sa construction a commencé en 1997, mais a été interrompue par la crise économique asiatique. Reprise en 2003, elle a été à nouveau interrompue en 2010. Elle ne devrait pas s'achever avant 2013.